# Гудг'єм
55°12′24″ пн. ш. 14°58′20″ сх. д. / 55.2067° пн. ш. 14.9722° сх. д.
Гудг'єм (дан. Gudhjem) — невелике містечко та рибальський порт на північному узбережжі балтійського острова Борнгольм, Данія. Населення — 736 осіб (1 січня 2023).
Гудг'єм є популярним місцем для туристів, яких приваблюють його круті мальовничі вулиці, краєвиди та атмосфера.

## Історія

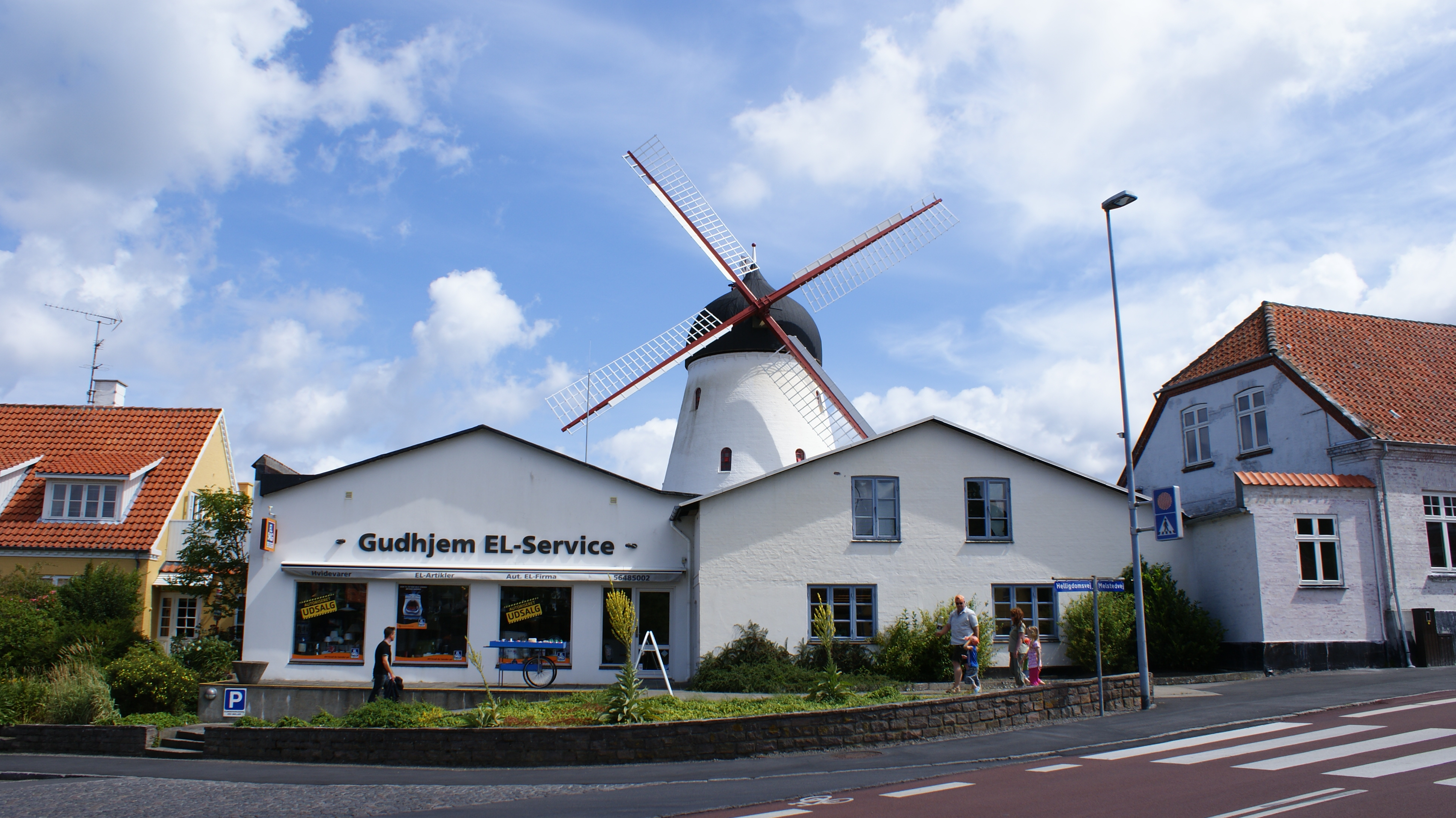
У Гудг'ємі розташований найбільший у Данії вітряк за об'ємом і розмахом крил, побудований в 1893 році

Його історія як рибальського села налічує багато років тому. Колишня церква, каплиця Святої Анни, нині руїни, датується приблизно 1300 роком. Його гавань була вперше побудована в середині 19 століття, але була зруйнована штормом в 1872 році та відновлена в 1889 році. Друга гавань була побудована між 1897 і 1906 роками, щоб забезпечити безпечний притулок для китобійних і рибальських човнів. Саме в Гудг'ємі вперше почали готувати копчені оселедці у типових коптильнях міста. З 1840-х років копчені оселедці почали відправляти в Копенгаген. Поромна переправа Гудг'єм — Ертгольмен працює з 1684 року. З 1893 року Гудг'єм вважається основою часового поясу в Данії. Меридіан Гудг'єм (розташований на схід від міста) знаходиться в одній годині на схід від Гринвіцького меридіана.

## Пам'ятки
Вітряк Гудг'єм, найбільший вітряк у Данії, який стоїть на вершині пагорба вниз у місто, був побудований в 1893 році. Виведений з експлуатації в 1962 році, зараз тут розташовані крамниця і кав'рня.
У Гудг'ємі знаходиться музей Олуфа Хоста, де видатний художник Борнгольма Олуф Хост провів останню частину свого життя..
За 5 км на південь від міста знаходиться історична церква Остерларс.

## Галерея

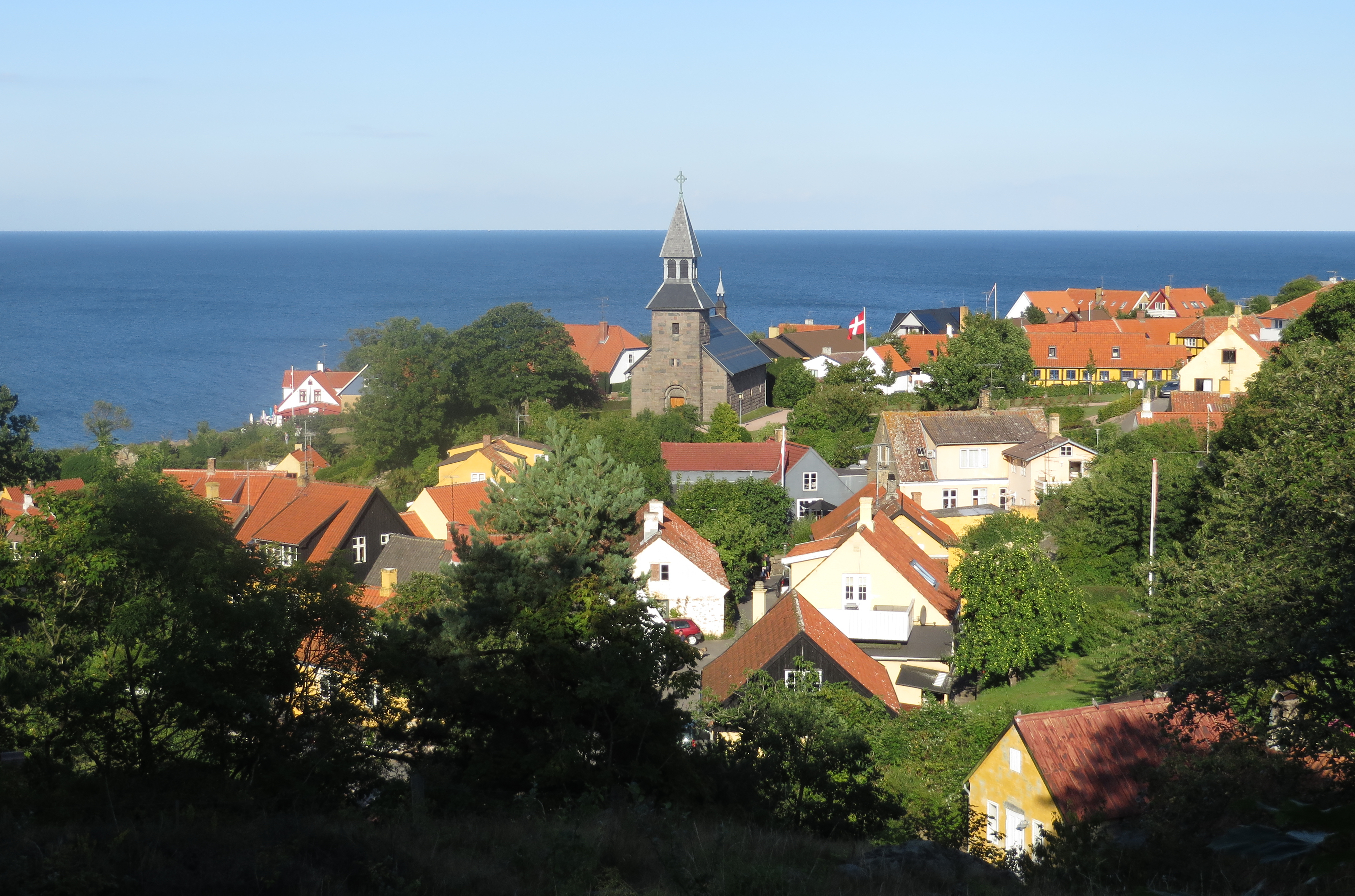
Гудхʼєм
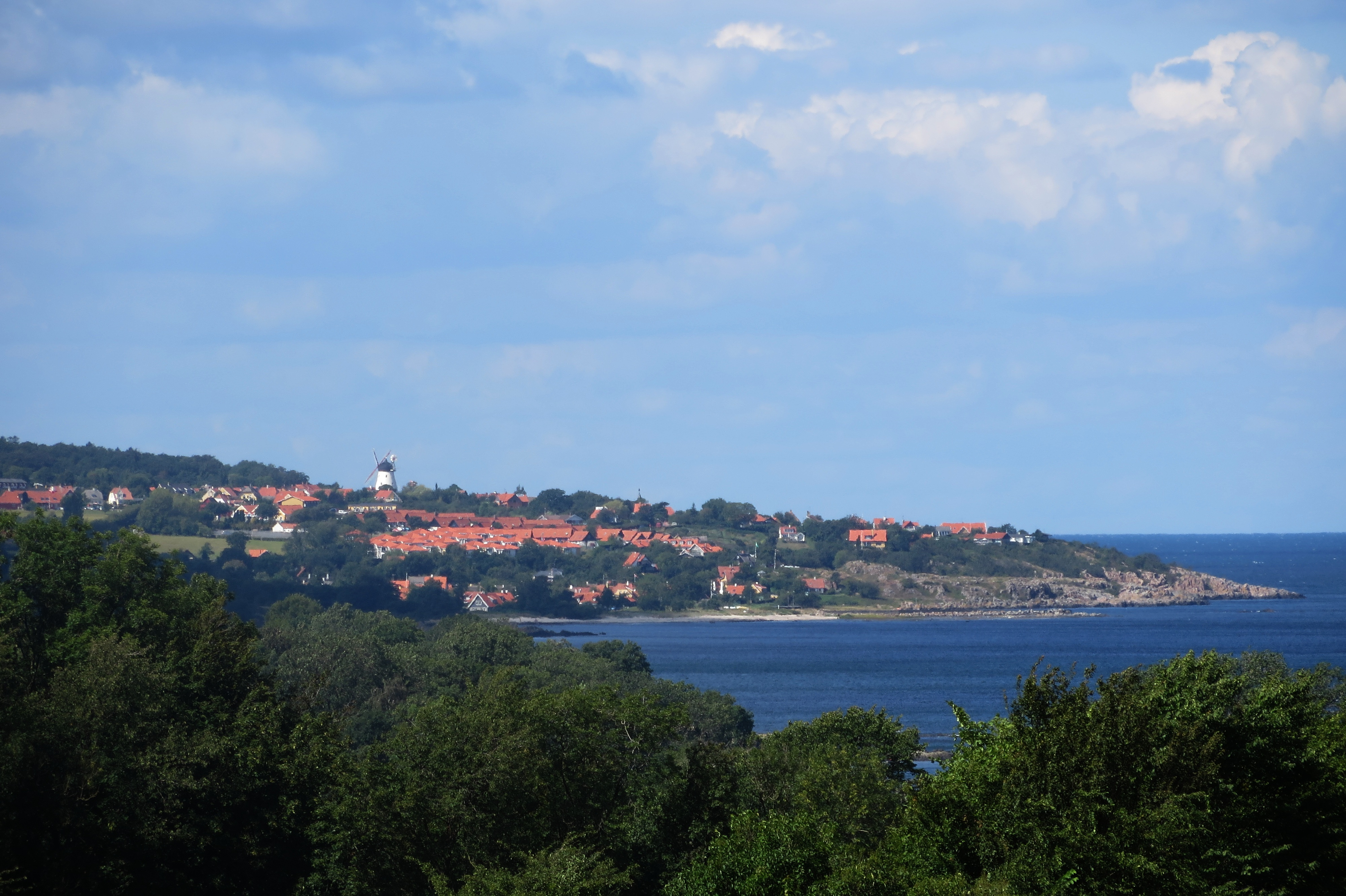
Гудхʼєм зі сходу
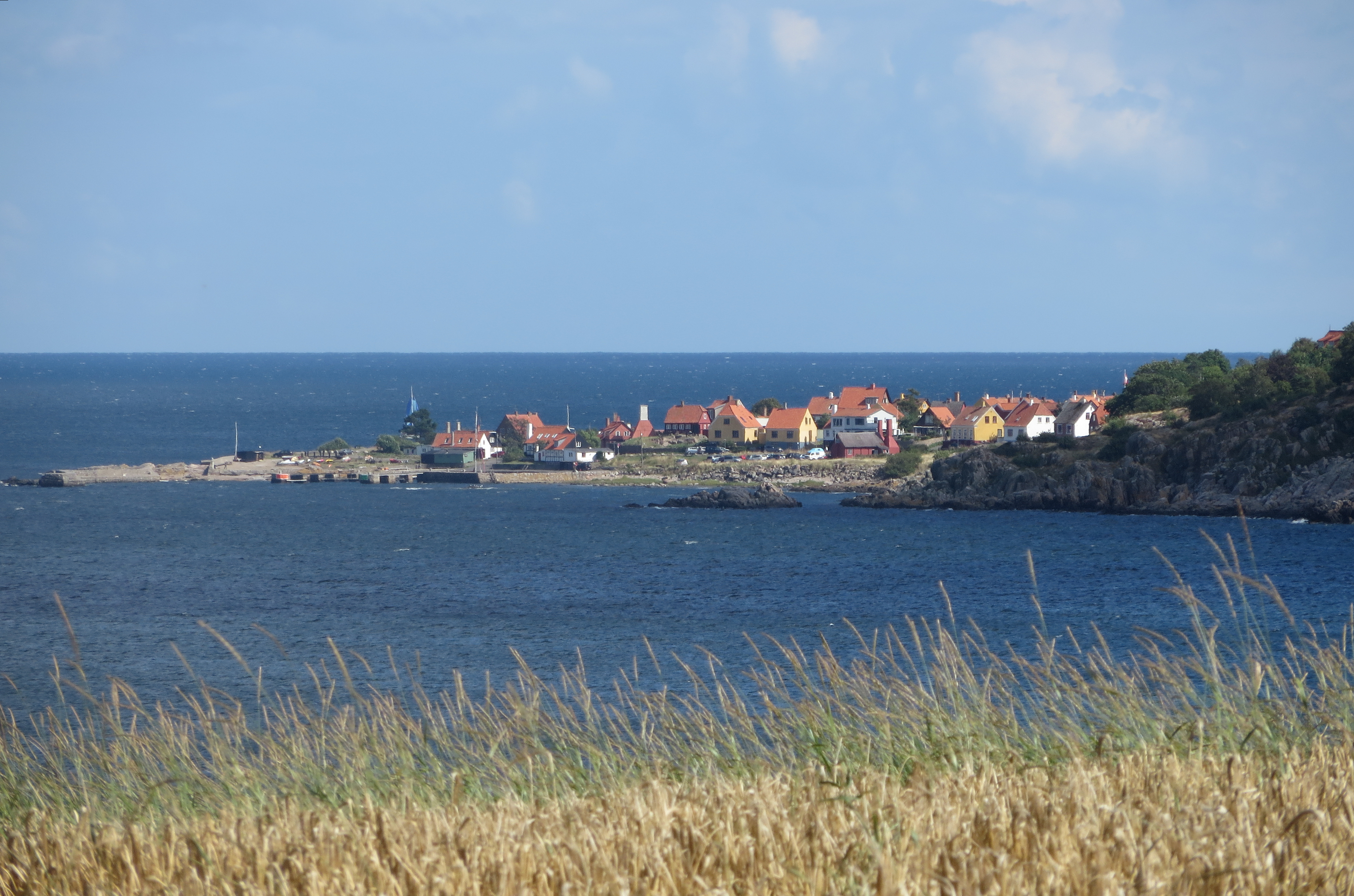
Гудхʼєм із заходу
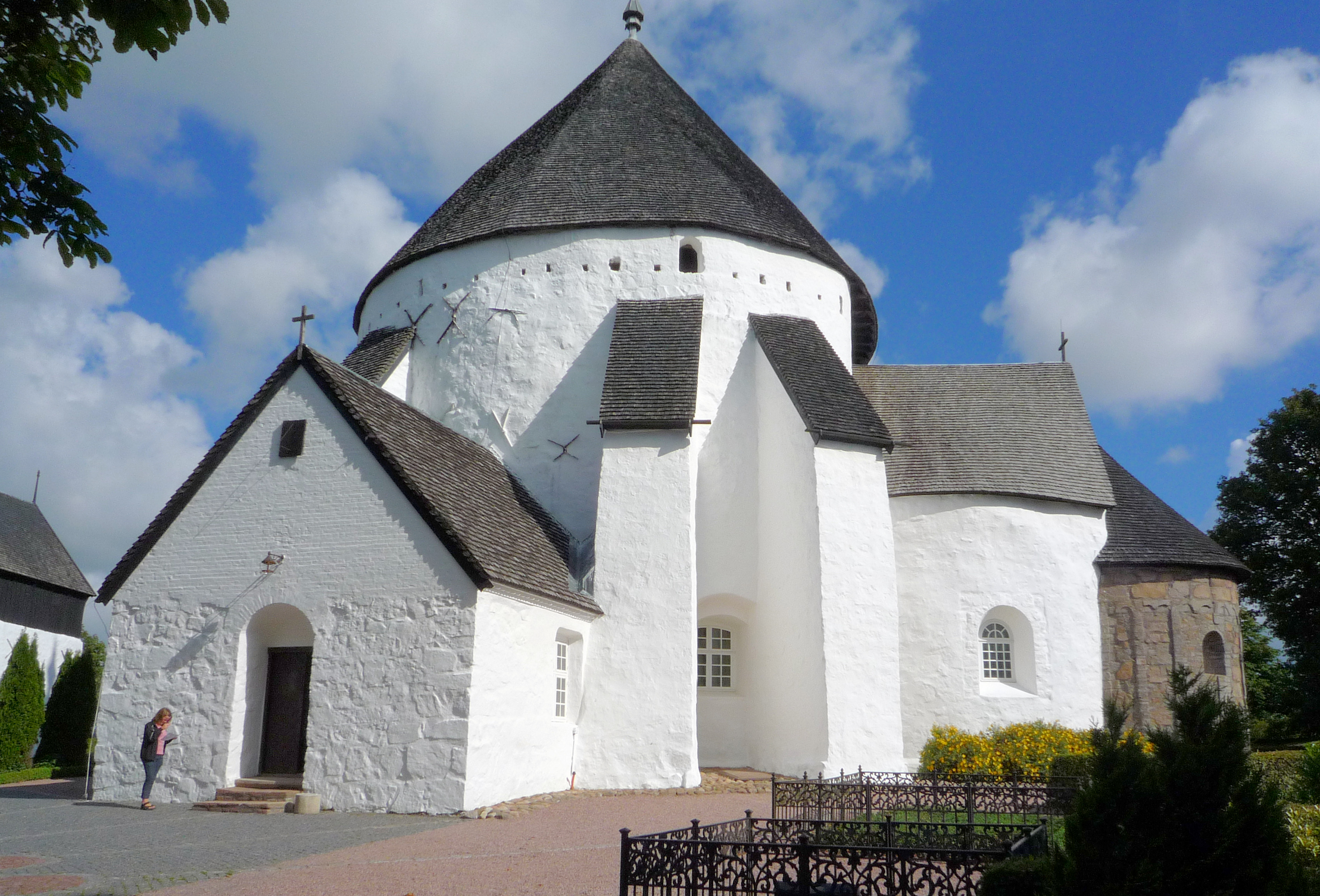
Старовинна церква Остерларс